# Neco Vila Lobos

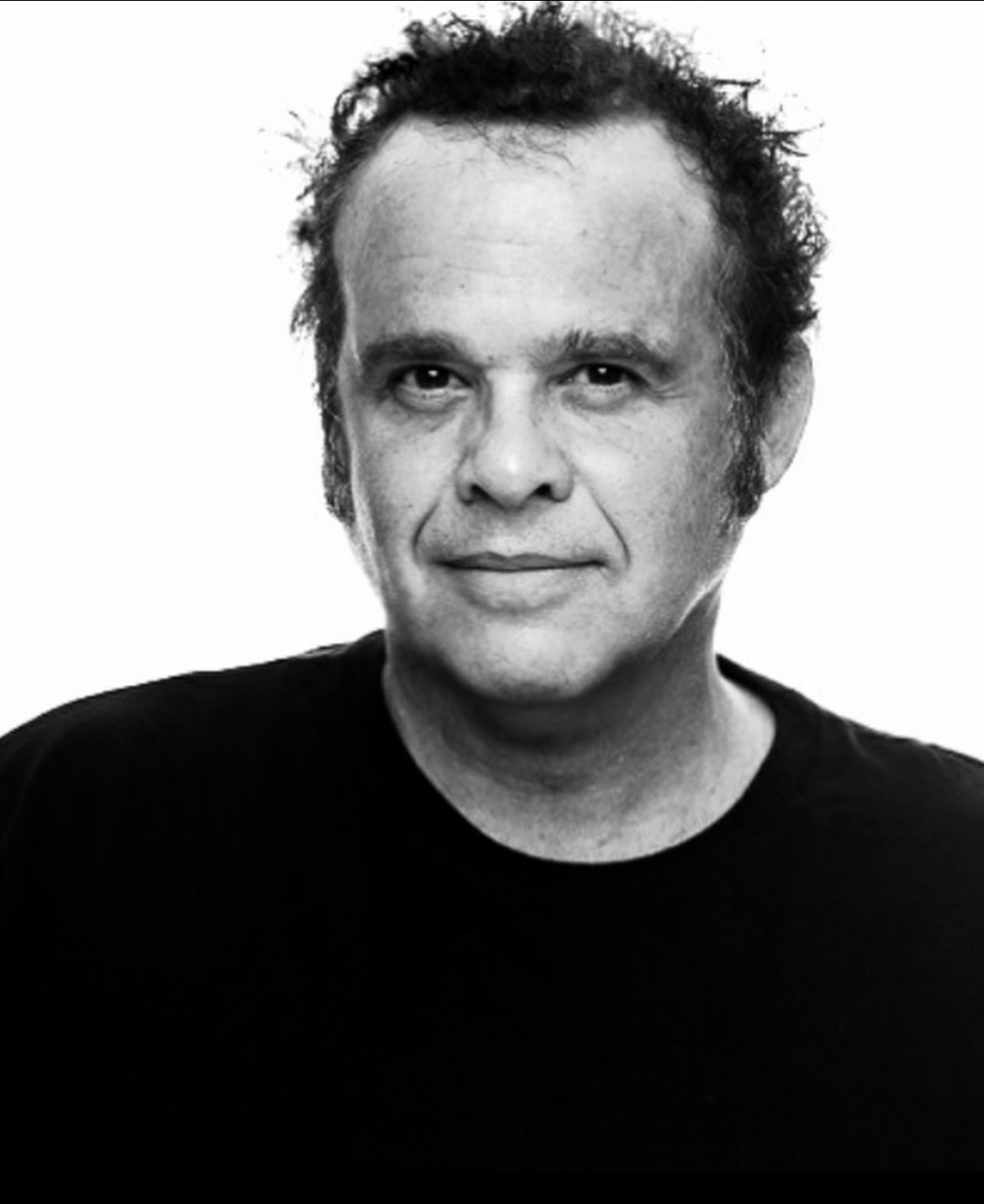
Neco Vila Lobos

Neco Vila Lobos, é ator, diretor e preparador de atores brasileiro, nascido em São Paulo, SP.

## Biografia
Neco Vila Lobos iniciou a carreira aos cinco anos, interpretando o personagem "Júnior" no programa de Hélio Ribeiro,[carece de fontes?] "O Poder da Mensagem", da Rádio Bandeirantes. Levado para o teatro pelas mãos do diretor Yakov Hillel para atuar no premiado espetáculo “Divinas Palavras”, Neco nunca mais parou; assim, tem quase tanto tempo como ator quanto tem de idade. Seu currículo nos palcos e na frente das câmeras inclui mais de 20 peças, dez longas, centenas de comerciais, além de milhares de horas em estúdios de rádio como apresentador, locutor e dublador. Dentre as dezenas de novelas, séries e longas de que participou, estão “Dois Coelhos”, “Mais Forte Que o Mundo”, “Gabriela”, “ Meu Nome Não É Johnny”, “A Lei e o Crime”, “Dona Anja”, “Kubanacan” e “Chiquinha Gonzaga”. Foi durante vários anos apresentador e entrevistador do Programa “Vem Comigo”, de Goulart de Andrade, onde também pautava, apresentava e editava suas próprias matérias. Nos bastidores, atuou como produtor executivo na Rádio Globo, diretor de atendimento de produtoras de primeira linha no mercado publicitário e ainda como redator e preparador de atores de programas de TV e rádio.
Atualmente, interpreta Brandão, um dos personagens centrais na minissérie Ilha de Ferro, da TV Globo.

## Filmografia

### Novelas
| Ano     | Título              | Produção | Personagem          |
| ------- | ------------------- | -------- | ------------------- |
| 2012    | Gabriela            | Tv Globo | Cosme               |
| 2006    | O Profeta           | TV Globo | Walter Brandão      |
| 2006    | Cristal             | SBT      | Wagner              |
| 2004    | Da Cor do Pecado    | TV Globo | Dr. Afonso (Jovem)  |
| 2003    | Kubanacan           | TV Globo | Comandante Arguiles |
| 2001    | O Direito de Nascer | SBT      | Anselmo             |
| 1999    | Chiquititas         | SBT      | Ruiz                |
| 1997    | Dona Anja           | SBT      | Orozimbo            |
| 1996    | Colégio Brasil      | SBT      | Inácio              |
| 1987/88 | Bambolê             | TV Globo | Beto                |

### Minisséries / Seriados
| Ano       | Título            | Produção   | Personagem |
| --------- | ----------------- | ---------- | ---------- |
| 2017-2018 | Ilha de Ferro     | TV Globo   | Brandão    |
| 2015      | A Lei e o Crime   | TV Record  |            |
| 2008      | Guerra e Paz      | TV Globo   | Zé         |
| 2001      | Sãos e Salvos!    | TV Cultura | Camarão    |
| 1999      | Chiquinha Gonzaga | TV Globo   | Castelinho |
| 1998      | Labirinto         | TV Globo   | Oswaldo    |

### Cinema
| Ano  | Título                         | Diretor               |
| ---- | ------------------------------ | --------------------- |
| 2024 | Bicho Rei                      | Catarina de Castro    |
| 2022 | Longa Amado                    | Edu Felistoque        |
| 2017 | João, O Maestro                | Mauro Lima            |
| 2016 | Mais Forte que o Mundo         | Afonso Poyart         |
| 2016 | Entre Idas e Vindas            | José Eduardo Belmonte |
| 2012 | 2 Coelhos                      | Afonso Poyart         |
| 2009 | Salve Geral                    | Sérgio Resende        |
| 2008 | Meu Nome Não é Johnny          | Mauro Lima            |
| 2007 | I Hate São Paulo               | Dardo Toledo Barros   |
| 2005 | O Casamento de Romeu e Julieta | Bruno Barreto         |
| 1994 | Impala 60                      | Mauro Lima            |
| 1993 | Alma Corsária                  | Carlos Reichenbach    |

### Teatro
- Quem Casa Quer Casa
- Divinas Palavras
- Woizeck
- Danton, o Processo da Revolução

### Apresentação de programas de TV
- 2005 - Vivo em SP
- 2003 - Comando da Madrugada
- 2002 - Vem Comigo

### Preparador de Atores
- 2017 - Turma da Mônica Jovem (filme) - Bossa Nova Films
- 2016 - Alexandre Herchcovitch, Programa Corre & Costura - Fox Life
- 2016 - José Aldo, Mais Forte Que o Mundo[7] (Filme) - Black Maria e Globo Filmes
- 2014 - Ídolos - TV Record
- Mais de 150 filmes publicitários